# Baby Mama
Baby Mama is een Amerikaanse filmkomedie uit 2008 onder regie van Michael McCullers, die het verhaal zelf schreef. Hoofdrolspeelsters Tina Fey en Amy Poehler werden genomineerd voor een People's Choice Award voor favoriet filmduo. Zij werkten eerder jaren samen in Saturday Night Live.

## Verhaal
Kate Holbrook is een 37-jarige carrièrevrouw met status en aanzien op haar werk bij Round Earth Food, waar haar baas Barry haar aan het hoofd plaatst van een nieuw filiaal in Philadelphia. Haar biologische klok schreeuwt plotseling alleen om een eigen baby. Holbrook is niettemin vrijgezel, komt de eerste vijf jaar niet in aanmerking voor adoptie en doordat haar baarmoeder een T-vorm heeft, is de kans dat ze in verwachting raakt met donorzaad één op een miljoen. Haar zus Caroline wijst Kate daarop op de mogelijkheid een draagmoeder in te schakelen.
Kate komt zodoende terecht bij het bureau van Chaffee Bicknell. Deze stelt haar voor aan Angela 'Angie' Ostrowski (Amy Poehler), die toezegt haar baby te dragen. Angie is alleen wel onvolwassen white trash en getrouwd met aso Carl Loomis. Kort nadat bij Angie drie bevruchte eitjes van Kate zijn ingebracht, verlaat ze Carl. Daarop klopt ze aan bij Kate en trekt direct bij haar in. Er is alleen een wereld van verschil tussen de nette, intelligente en verantwoordelijke Kate en de slonzige, niet bijster slimme en onverantwoordelijke Angie. Dit veroorzaakt nogal wat wrijving.
Angie is in realiteit niet in verwachting. De IVF-bevruchting is mislukt, waarop Carl de zwangerschapstest vervalste. Angie en hij krijgen voor het draagmoederschap namelijk $100.000,- van Kate en dit wilden ze niet mislopen. Angie heeft onder meer een nepbuik aangeschaft om onder haar kleren te dragen. Ze krijgt alleen steeds meer sympathie voor Kate en wil haar niet meer oplichten. Daarom pakt ze op een nacht haar spullen om stilletjes met de horizon te verdwijnen. Portier Oscar stopt haar niettemin en na het aanhoren van haar verhaal, overtuigt hij Angie dat plotseling verdwijnen nog veel harder aankomt bij Kate. Daarom besluit ze te blijven totdat ze een oplossing kan bedenken.
Terwijl dit zich afspeelt, wordt Kate mee uit gevraagd door kleine ondernemer Rob Ackerman. Het klikt vrijwel direct en die nacht blijft ze bij hem slapen. Wanneer Angie achttien weken 'zwanger is', brengt Kate haar naar het ziekenhuis voor een echografie om de ontwikkeling van de vrucht te bekijken. Voordat deze Kate haar bedrog kan opbiechten, wordt ze verrast door het nieuws dat ze inderdaad zwanger is. Kort daarvoor is Angie in een depressieve bui nog een keer met Carl naar bed geweest en blijkt daarbij bevrucht. Daarmee komt haar bedrog niet uit, maar is het kind in haar baarmoeder van Karl en haar en niet van Kate. Bovendien wil Angie dit niet afstaan.
Angie stelt haar biecht aan Kate uit en uit totdat Carl haar in het openbaar voor het blok zet. Kate is woedend, maar is erbij wanneer Angies vruchtwater breekt. Ze brengt haar daarom naar het ziekenhuis en valt flauw tijdens de bevalling. Als ze bijkomt, ligt ze in een ziekenhuisbed. Ze is deels flauwgevallen door lichte bloedarmoede, maar een tweede reden is dat Kate zwanger is. Hoewel de kans één op een miljoen was, is deze tijdens haar nacht met Ackerman waarheid geworden.

## Rolverdeling

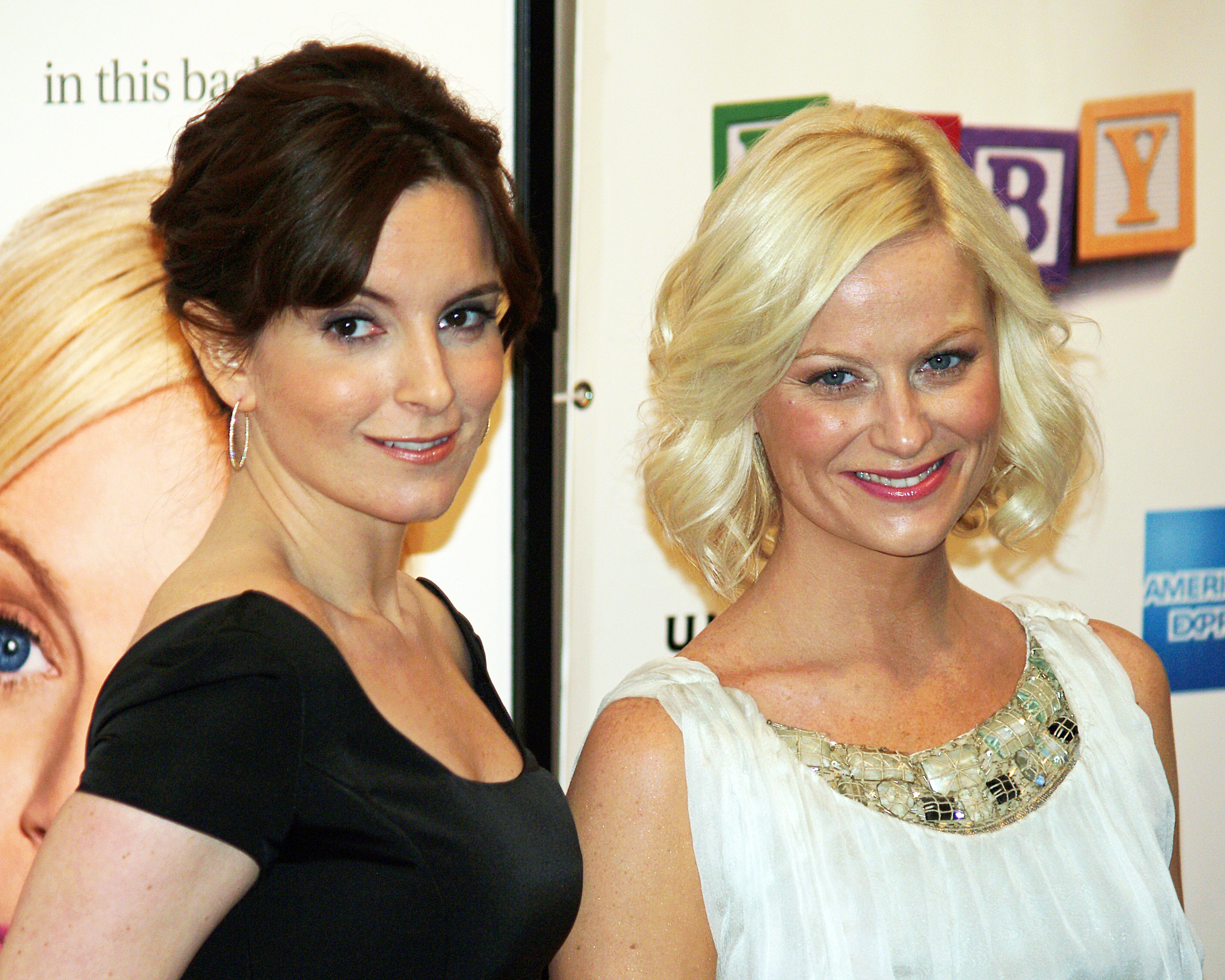
Hoofdrolspeelsters Tina Fey (links) en Amy Poehler op de première van Baby Mama op het Tribeca Film Festival 2008

- Tina Fey - Katherine "Kate" Holbrook
- Amy Poehler - Angela "Angie" Ostrowski
- Greg Kinnear - Rob Ackerman
- Romany Malco - Oscar Priyan
- Dax Shepard - Carl Loomis
- Maura Tierney - Caroline Holbrook
- Steve Martin - Barry Waterman
- Sigourney Weaver - Chaffee Bicknell
- Holland Taylor - Rose Holbrook
- Stephen Mailer - Dan
- Siobhan Fallon Hogan - Birthing Teacher
- Kevin Collins - Rick
- Will Forte - Scott
- Denis O'Hare - Dr. Manheim
- Fred Armisen - Stroller Salesman
- James Rebhorn - Judge
- John Hodgman - Fertility Specialist
- Thomas McCarthy - Kate's Date
- Jason Mantzoukas - Gay Couple
- Dave Finkel - Gay Couple
- Brian Stack - Dave
- Felicity Stiverson - Ashley - Wiccan
- Anne L. Nathan - Bookstore Clerk
- Jay Phillips - Boo-Boo Buster
- Kathy Searle - Cool Mom
- Glen Campbell - Maternity Nurse
- Alice Kernelberg - Rojs dochter

## Achtergrond
Baby Mama kreeg vooral positieve reacties van kijkers en critici. Op Rotten Tomatoes scoort de film 63% aan goede beoordelingen. Op Metacritic kreeg de film 55 punten op een schaal van 100.
In het openingsweekend bracht de film $17.407.110 op in 2543 bioscopen in de Verenigde Staten en Canada.De totale wereldwijde opbrengst kwam uit op $64.163.648, tegen een productiebudget van $30.000.000.

## Prijzen en nominaties
2008
- Teen Choice Award - Choice Movie: Comedy

2009
- People's Choice Award - favoriet filmduo
- MTV Movie Awards
  - Best WTF Moment - gewonnen
  - Best Comedic Performance